# Apostoli Szentszék
Az Apostoli Szentszék (latin: Sancta Sedes) a katolikus egyház szóhasználatában a pápa személyét és azokat a központi szerveket jelenti, melyek segítik őt az egész világegyházra szóló lelkipásztori feladatában.
A Szentszék kifejezés a 4-5. században alakult ki, eredetileg Apostoli Szék (Sedes Apostolica), majd Apostoli Szentszék alakban. Az „apostoli”, illetve a „szent” jelző Péter apostolra utal, aki az egyház nézete szerint az első volt az apostolok között. Az ő utódja a Római egyházmegye megyés püspöke, aki a püspökök és a hívek egységének örök és látható elve és alapja. 
A „szék” hagyományosan a hivatal jelképe, jelen esetben a pápa legfőbb pásztori hivatalát jelenti, ami magába foglalja mind a tanítói, mind az egyházkormányzati joghatóságot. A Szentszék tehát szűkebb értelemben a római pápa hivatalát jelöli. Tágabb értelemben pedig a pápát és az őt segíteni hivatott apparátust, vagyis a Római Kúria különböző intézményeit is.

## Külső területek

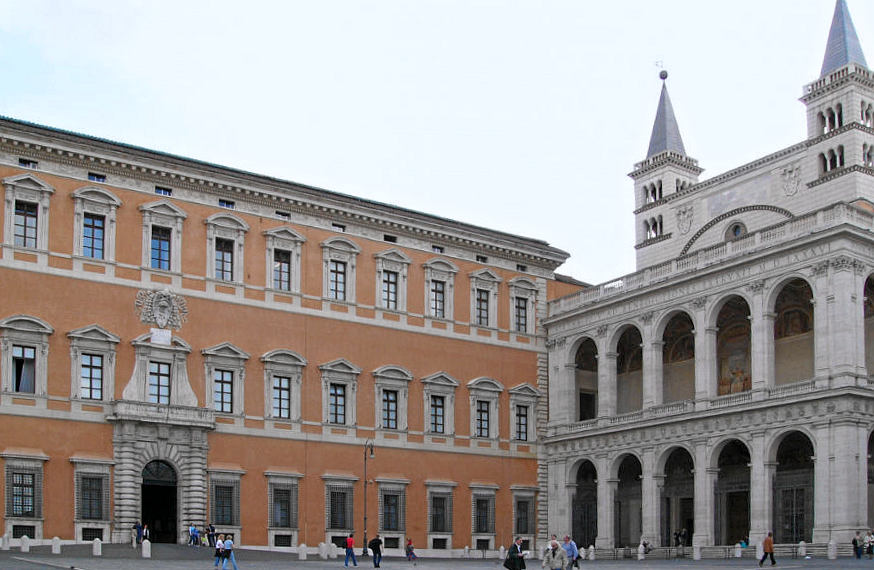
A Lateráni Palota és a Lateráni bazilika északi homlokzata

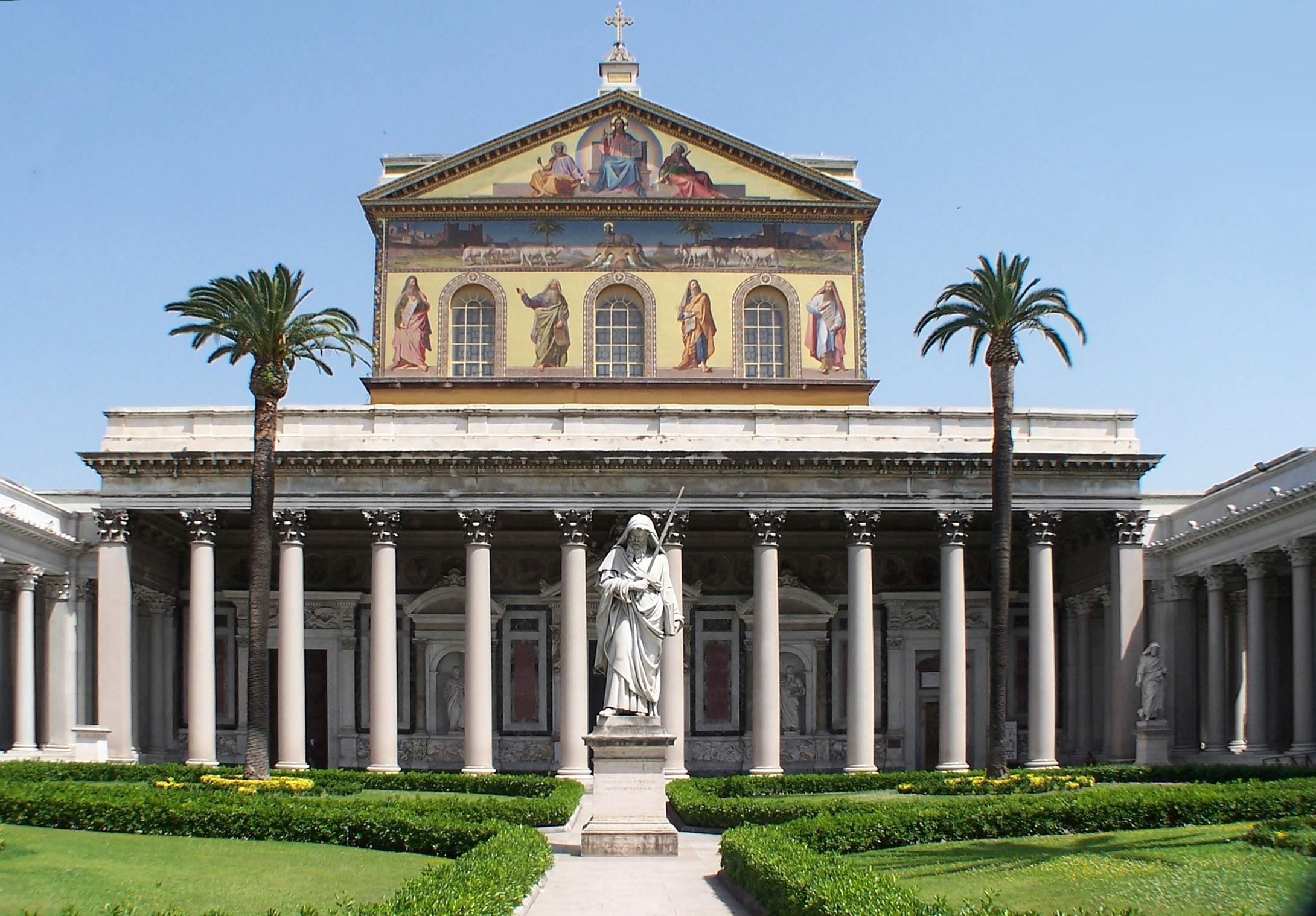
Falakon kívüli Szent Pál-bazilika

23 olyan hely van Róma városán belül és öt azon kívül, amelyeket Olaszország átengedett a Szentszéknek, bár ezek területileg nem összefüggők. Ezek területen kívüliséget élveznek, és részei az UNESCO világörökségnek:
- a Lateráni Szent János-bazilika és épületei (bazilika, Lateráni Palota és a szent lépcső)
- a Santa Maria Maggiore-bazilika és épületei
- a Falakon kívüli Szent Pál-bazilika (San Paolo fuori le mura) és épületei
- a kancellária épülete
- a Propaganda Fide (a Hitterjesztési Kongregáció) palotája
- a trasteverei Szent Callixtus-palota
- a Hittani Kongregáció székháza (Palazzo del Sant'Offizio)
- a Palazzo dei Convertendi, a Keleti Egyházak Kongregációjának székhelye
- a Palazzo Maffei (avagy a Vicariato), Róma egykori püspöki székhelye
- a Kongregációk Palotája (Propilei-palota)
- a Palazzo Pio (1979 óta területen kívül)
- a római Pápai Kisszeminárium
- ingatlanok a Gianicolo dombon

Rómán kívüli területek:
- Pápai nyaraló, Villa Cybo, Villa Barberini (Castel Gandolfo, 55 hektár)
- a Vatikáni Rádió új adóállomása Santa Maria di Galeriában (Róma Cesano kerülete mellett)

### Nemzetközi kapcsolatok
A katolikus egyház – az egyházi jogfelfogás szerint – eredeti jogrend, szerves és egységes valóság, amely jellegénél fogva alkalmas arra, hogy jogok és kötelességek alanya legyen. Eszerint a római pápának, aki a katolikus egyházat képviseli, szuverén joga részt venni a nemzetközi kapcsolatokban, vagyis teljes értékű kapcsolatokat fenntartani az államokkal és más nemzetközi szereplőkkel. Ezt a jogát mindig elismerték elvben és gyakorlatban: az államok fogadták a pápa követeit, és maguk is küldtek követeket hozzá. A nemzetközi jog ennek megfelelően ismeri el a Szentszék jogalanyiságát.
A Szentszék jelenleg 180 állammal áll diplomáciai kapcsolatban. Ugyancsak nagyköveti szintű diplomáciai kapcsolatokat ápol az Európai Közösségekkel és a Szuverén Máltai Lovagrenddel, valamint a Palesztin Állammal is. A Szentszék továbbá számos nemzetközi kormányzati szervezetben bír megfigyelői státusszal (pl. az ENSZ-ben és annak szakosított szervezeteiben), néhányban pedig rendes tagsággal (pl. az EBESZ-ben, vagy a Nemzetközi Atomenergia Ügynökségben).
Magyarország Szent István kora óta áll diplomáciai kapcsolatban a Szentszékkel. Budapesten 1920-1945. között működött apostoli nunciatúra, majd a rendszerváltáskor 1990-ben álltak helyre a kétoldalú diplomáciai kapcsolatok.
- 1997: vatikáni szerződés a Magyar Köztársaság és az Apostoli Szentszék között